# 正規直交基底
線型代数学における有限次元内積空間 V の正規直交基底（せいきちょっこうきてい、英: orthonormal basis）は正規直交系を成すような V の基底である。

## 概要
有限次元内積空間 {\displaystyle V} における基底 {\displaystyle B=\{{\boldsymbol {e_{i}}}|i\in I\}} が全ての {\displaystyle {\boldsymbol {e_{i}}}} において {\displaystyle \langle {\boldsymbol {e_{i}}},{\boldsymbol {e_{j}}}\rangle =\delta _{ij}} （クロネッカーのデルタ）を満たすとき、この基底 {\displaystyle B} を正規直交基底という。すなわちノルムが1に正規化され全ての元が互いに直交した基底をいう。
例えば、ユークリッド空間 Rn の標準基底は、ベクトルの点乗積を内積としての正規直交基底である。また、標準基底の回転や鏡映（一般に任意の直交変換）による像もまた正規直交基底であり、なおかつ Rn の任意の正規直交基底はこの方法で得られる。
一般の内積空間 V に対して、その正規直交基底は V 上の正規化された直交座標系を定めるのに利用できる。そのような座標系のもとでは内積をベクトルの点乗積と同一視することができるから、正規直交基底の存在については（一般の有限次元内積空間を調べるのではなくて）点乗積を伴う Rn の場合を調べれば十分である。従って任意の有限次元内積空間は正規直交基底を持つが、実際にこれを得るには任意の基底にグラム・シュミットの正規直交化法を用いればよい。
函数解析学では、正規直交基底の概念を一般の（必ずしも有限次元でない）内積空間（前ヒルベルト空間）に対しても定義することができる。前ヒルベルト空間 H が与えられたとき、H の正規直交基底とは、H の正規直交系であって、H を位相的に生成するものをいう。即ち、H の各ベクトルが、基底に属するベクトルの無限線型結合として一意に表される。この場合の正規直交基底を、H のヒルベルト基底と呼ぶこともある。この意味での正規直交基底は、無限線型結合を用いることから、一般にはベクトル空間としての基底（ハメル基底）でないことに注意すべきである。よりはっきり述べれば、正規直交基底によって張られる部分空間（正規直交基底に属するベクトルの有限線型結合全体）は全空間 H において稠密ではあるが、全空間 H に一致するとは限らない。

## 例
- ベクトルの集合 {e1 = (1, 0, 0), e2 = (0, 1, 0), e3 = (0, 0, 1)} は R3 の正規直交基底を成す（標準基底）。実際、これら三つのベクトルの内積が零となること（⟨e1, e2⟩ = ⟨e1, e3⟩ = ⟨e2, e3⟩ = 0）および大きさが 1 に等しいこと（‖e1‖ = ‖e2‖ = ‖e3‖ = 1）は計算すれば直接的に分かるから {e1, e2, e3} は正規直交系である。R3 の各ベクトル (x, y, z) は線型和{\displaystyle (x,y,z)=xe_{1}+ye_{2}+ze_{3}}として表せるから、 {e1, e2, e3} は R3 全体を張り、基底を成す。またさらに、標準基底を原点を通る軸の周りで回転させたものや、原点を通る平面に関して反転させたものも R3 の正規直交基底となることが示せる。
- 指数函数 fn(x) = exp(2πinx) を元とする集合 {fn : n ∈ Z} は自乗可積分函数の成す複素線型空間 L2([0, 1]) の基底になる。このことはフーリエ級数論において基本的である。
- 集合 {eb : b ∈ B} を{\displaystyle e_{b}(c)={\begin{cases}1&({\text{if }}b=c)\\0&{\text{(otherwise)}}\end{cases}}} で定めると、これは自乗総和可能数列の成す空間 ℓ2(B) の基底を成す。
- スツルム・リウヴィル固有問題の固有函数全体
- 直交行列は、その各列ベクトルから成る集合が正規直交系を成す。

## 基本公式

### 正規直交展開
任意のベクトル {\displaystyle {\boldsymbol {x}}\in V} は正規直交基底 {\displaystyle B} を用いて次のように展開できる。
{\displaystyle {\boldsymbol {x}}=\sum _{{\boldsymbol {b}}\in B}\langle {\boldsymbol {x}},{\boldsymbol {b}}\rangle {\boldsymbol {b}}}
すなわち展開対象と各基底ベクトルの内積がその基底ベクトルの係数となっている。このことは基底による線形結合と基底ベクトルの内積を取ることで証明できる。

### ノルム
x のノルムは
{\displaystyle \|x\|^{2}=\sum _{b\in B}|\langle x,b\rangle |^{2}}
と書ける。B が非可算の場合であっても、この和に現れる項は可算個の例外を除いて全て 0 となるので、和は意味を持つ。x をこのような和として表したものを x のフーリエ級数展開とも呼び、上記ノルムの表示式は普通パーセヴァルの等式として知られる。一般化されたフーリエ級数を参照。
B がヒルベルト空間 H の正規直交基底であるとき、全単射な線型作用素 Φ: H → ℓ2(B) で、H の各元 x, y に対して
{\displaystyle \langle \Phi (x),\Phi (y)\rangle =\langle x,y\rangle }
を満たすものが存在する、という意味で H は（狭義のヒルベルト空間）ℓ2(B) に「同型」である。

## 不完全直交系
ヒルベルト空間 H と H の互いに直交するベクトルからなる集合 S が与えられたとき、H の S を含む最小の閉部分空間 V をとれば、S は V の直交基底になる。V は全空間 H よりも小さいかもしれないし、一致するかもしれないが、前者のとき直交系 S は不完全 (incomplete) であるといい、後者のとき完全 (complete) であるという。

## 正規直交基底の存在
ツォルンの補題とグラム・シュミットの正規直交化法を用いて（あるいはもっと単純に、整列順序と超限帰納法を用いて）、「任意の」ヒルベルト空間が基底を持つこと、従って正規直交基底を持つことが示される。さらに、一つの空間のどの二つの正規直交基底も同一の濃度を持つことが示せる（このことは、大きいほうの基底が可算濃度となりうるかどうかで場合分けして、通常の有限次元ベクトル空間の場合（ベクトル空間の次元定理）の証明とほぼ同じ方法で示せる）。ヒルベルト空間が可分となるのは、それが可算正規直交基底をもつときであり、かつそのときに限る（これは選択公理を用いなくとも言える）。

## 等質空間として
一つの空間に対して、その正規直交基底全体の成す集合は直交群 O(n) に対する主等質空間となり、正規直交n-標構 (n-frame) 全体の成すスティーフェル多様体 Vn(Rn) と呼ばれる。
別な言い方をすれば、正規直交基底全体の成す空間は、直交群と似ているが、しかし基点が決まっていないという点で異なる。つまり、直交空間が与えられたとき、その正規直交基底の標準的な選び方というものは存在しないが、正規直交基底を一つ決めれば基底と直交群との間に一対一対応が存在する。具体的に、線型写像は基底の行き先を決めれば一つに決まるから、可逆な線型変換で任意の基底を別の任意の基底に写すことができるのと全く同様に、直交変換によって任意の直交基底を別の任意の直交基底に写せることが確かめられる。
他にも、k < n のときの「不完全」正規直交基底（正規直交 k-標構）全体の成すスティーフェル多様体 Vk(Rn) は、やはり直交群の等質空間となるが、しかし主等質空間ではない。実際、任意の k-標構は直交変換で他の任意の k-標構に写すことができるが、そのような直交変換は一意には決まらない。